# Санседо
Санседо (ісп. Sancedo) — муніципалітет в Іспанії, у складі автономної спільноти Кастилія-і-Леон, у провінції Леон. Населення — 566 осіб (2010).
Муніципалітет розташований на відстані близько 350 км на північний захід від Мадрида, 85 км на захід від Леона.
На території муніципалітету розташовані такі населені пункти: (дані про населення за 2010 рік)
- Куето: 159 осіб
- Осеро: 110 осіб
- Санседо: 297 осіб

## Демографія
Динаміка населення (INE ):